# Sphinx (groupe)
Pour les articles homonymes, voir Sphinx.
Sphinx est un groupe de heavy metal espagnol, originaire de Cádiz. Il est formé en octobre 1992, et séparé en septembre 2014.

## Biographie

### Débuts (1992–2004)
Les débuts du groupe remontent à 1992, lorsque Manuel Rodríguez (chanteur) et Carlos Delgado (batterie), décident de créer un groupe où exprimer leur penchant croissant pour la musique du genre heavy metal. Pendant les premières années, la formation n'est pas stable ; ce n'est qu'en 1995, et après de nombreux changements de formation, qu'ils choisissent le nom de Sphinx, et qu'ils décident de pratiquer un heavy metal mélodique chanté en castillan. Après quelques tentatives de se faire connaître avec différentes démos entre 1996 et 1998, ce n'est qu'en 1999 qu'ils terminent l'enregistrement qui leur ouvrira concrètement les portes due l'industrie musicale, Demo'99.
Leur carrière professionnelle débute en avril 2001, après la signature d'un contrat avec le label Days End, succursale de Fonomusic. À cette période, le groupe est composé de Manuel Rodríguez au chant et claviers, Justi Bala et Santi Suárez aux guitares, Andrés Duende à la basse, et de Carlos Delgado à la batterie. Au cours de juin la même année, le groupe enregistre son premier album au studio Tritono de Madrid et, après trois semaines de dur labeur, l'album Sphinx est publié, produit par Francis Guerrero et Manuel Rodríguez. L'album comprend neuf morceaux, dont certains qui composent Demo'99. Le 20 septembre 2001, et après l'arrivée du claviériste Nino Ruiz,  le groupe est accueilli par la presse spécialisée lors d'un concert organisé à la Sala Arena de Madrid, parrainé par Txus, leader de Mägo de Oz.
Entre août 2002 et février 2003, le groupe enregistre Mar de dioses, l'album qui donne continuité à ses débuts discographiques. Il est entièrement produit par le chanteur du groupe, et enregistré dans leurs studios Lanave de Cádiz. Le groupe signe plus tard au label Dro East West, succursale de Warner Music, et sort l'album Mar de dioses le 22 septembre 2003. Nino Ruiz quitte le groupe juste avant la tournée ''Mar de dioses Tour. La tournée comme à Huelva le 26 septembre 2003, passant dans plus d'une vingtaine de villes. En septembre 2004 commence l'enregistrement de Paraíso en la eternidad, leur troisième album studio. Il est de nouveau produit par Manuel Rodríguez, et les 11 morceaux sont intégralement enregistrés aux studios Lanave, et masterisés par Juanán San Martín aux studios Sonido XXI.

### Paraíso en la eternidad(2005–2007)
Paraíso en la eternidad est publié le 25 janvier 2005 et, presque un mois plus tard, le 17 février, est suivi par la tournée Paraíso eterno Tour 2005, durant laquelle le groupe présente joue 25 concerts sur l'ensemble du territoire national. L'album est salué par les critiques, et reçoit un prix à la Sala Madrileña Excalibur par le magazine Los + mejores. Le 15 septembre 2005 sort le DVD Tour en la oscuridad. Dans le même temps, un premier contact avec le label Avispa est établi, et après quelques négociations, le groupe signe en début de mars 2006. 

### Renacer(2008–2011)
Ce n'est qu'en février 2008, là la sortie de leur quatrième album studio, Renacer, que le groupe continue ses tournées, visitant des festivals dans tout le pays et, pour la première fois, les îles Canaries. Cependant, en août 2008, après leur performance au festival Leyendas del Rock, Manuel Rodríguez souffre d'une blessure aux cordes vocales qui force le groupe à arrêter de tourner, et d'interrompre toute activité scénique. L'année suivante, ils sortent une réédition de leur première démo baptisée Demo '99-2009, et Santi Suárez quitte le groupe.
En juillet 2011, et après deux ans d'absence du groupe, Suárez décide de revenir. En mai 2012, le guitariste Justi Bala revient aussi dans le groupe. Pour célébrer cette nouvelle, le groupe met à la disposition de ses abonnés un nouveau site officiel, un documentaire de 55 minutes disponible sur YouTube, intitulée El Retorno de los dioses - la Historia 2001-2012, passant en revue ses 11 premières années de carrière,. 

### Chronoset séparation (2012–2014)
En novembre 2012, ils commencent l'enregistrement d'un cinquième album studio, Chronos aux studios Lanave à Cadix, et Santi Suárez à Séville. Quelques mois plus tard, le groupe signe avec le label Iron Moon Music et, pour cette raison, le mixage et la mastering sont réalisés par le guitariste José Rubio, un vieil ami et membre occasionnel du groupe, également directeur technique des CE Estudios de Lugo, dirigés par leur nouveau label. Chronos est initialement exclusivement publié entre les 9 et 10 août, en parallèle à leur performance du groupe au festival Leyendas del Rock 2013,. L'album est officiellement publié le 1er octobre 2013. 
Les mois de 2014 passent et le groupe devient de progressivement moins actif, du fait que Suárez ai fait construire sa maison à Barcelone, rendant les réunions entre membres plus difficiles. Le groupe fini par imploser ; le 2 septembre 2014, Manuel Rodríguez annonce sur sa page Facebook, la séparation de Sphinx.

## Membres

### Derniers membres
- Manuel Rodríguez - chant, claviers (1992-2014)
- Carlos Delgado - batterie (1992-2014)
- Pepe Pineda - basse (2002-2014)
- Santi Suárez - guitare (1998-2009, 2011-2014)
- Justi Bala - guitare (1997-2006, 2012-2014)

### Anciens membres
- Mario Navarro - guitare (1992-1997)
- José Mari Díaz - basse (1993-1995, 1996)
- Julio Pérez - guitare (1995-1998)
- Andrés Duende - basse (2001-2002)
- Nino Ruiz - claviers (2001-2002)
- Fernando S. Botaro - basse (1996-2000)
- Daniel Aznar - basse (2000-2001)
- Victor Otero - guitare 2009-2010)
- Alex Sánchez - guitare (2010-2011)
- Juanma Patrón - guitare (2007-2011)

## Discographie

### Démos
- 1997 : Demomaqueta I
- 1998 : Demomaqueta II
- 1999 : Demo'99

### Albums studio
- 2001 : Sphinx (Days End) (Fonomusic)
- 2003 : Mar de dioses (Dro East West-Warner Music)
- 2005 : Paraíso en la eternidad
- 2008 : Renacer (Avispa Music)
- 2013 : Chronos (Iron Moon Music)

### EP
- 2012 : Desclasificados (Noche Maldita Records)

### DVD
- 2005 : Tour en la oscuridad